# Menesia bimaculata
Menesia bimaculata är en skalbaggsart som beskrevs av Stefan von Breuning 1954. Menesia bimaculata ingår i släktet Menesia och familjen långhorningar. Inga underarter finns listade i Catalogue of Life.